# Stanisław (Rojsty)
Stanisław – główny bohater powieści Tadeusza Konwickiego Rojsty, posługujący się też pseudonimem „Żubr” i fałszywym nazwiskiem „Żubrowicz”.
Bohater ten to inteligent, żołnierz-partyzant, bardzo młody jeszcze człowiek z nie do końca ukształtowaną osobowością. Obserwujemy w powieści jego losy w partyzantce od wkroczenia do lasu do rozproszenia oddziału (wydarzenia te prezentowane są z perspektywy tej postaci).
W rywalizacji z Aktorem o względy Ewy Skrzyniewicz ostatecznie przegrywa.